# Lira N' Roll
Liran' Roll es una banda mexicana de blues y rock urbano surgida en la Ciudad de México en 1991.

## Historia
Antonio Lira, al abandonar la banda "Blues Boys" en 1991, se une a la banda "Power Blues" formada por  Antonio Velázquez (guitarrista), José Luis Rosas (baterista) y Édgar Cruz (bajo y voz), banda ganadora del concurso «Rock en la selva de asfalto», misma que posteriormente cambió de nombre a "Liran' Roll", debutando con el álbum Quiero cambiar en 1991 bajo el sello discográfico Discos y Cintas Denver.
En el año 1993, son invitados por primera vez a una gira de dos meses por Estados Unidos, iniciando en Los Ángeles y terminando en la ciudad de Chicago.
En diciembre del año 1991, el grupo edita el álbum María, con el sencillo del mismo nombre. Dada la aceptación del mismo, la banda comienza a tener gran difusión en el radio y la televisión, llevándolos a participar en programas de difusión cultural como Canal 11 del Instituto Politécnico Nacional, Canal 22, Canal 34 y con Ricardo Rocha en el Canal 2 de Televisa.
En el año 1992, se integra a la banda Hugo Mendoza (bajo), participando en la grabación de los discos: El último viaje, Lira N'Roll en vivo, Recuerdos, Cambios y Chamán.
También tuvieron participación músicos como Isidoro Negrete (Armónica) y Arturo Labastida (Saxofón).
La última presentación de la banda con los integrantes originales fue el 28 de diciembre de 1998.
A principios del 2009, la banda anunció su retiro de la casa discográfica Discos y Cintas Denver.
Hasta hoy en día, Liran' Roll es uno de los estandartes en el Rock and Roll, Blues y Hard Rock mexicano.

## Discografía
- Quiero cambiar (1991)
- María (1992)
- El Ultimo Viaje (1992)
- En Vivo, Vol. 1 y 2 (1993)
- Recuerdos (1994)
- Juntos x el Rock (1997)
- Cambios (1998)
- Chaman (1999)
- Momentos (2000)
- Bohemia Rock (Vol. 1, 3, 4, 5 y 6) (2000)
- Liran Roll: En Vivo, Teatro Rafael Solano (Vol. 1, 2 y 3) (2001)
- El diablo (2001)
- Bohemia Rock (Vol. 7 y 8) (2002)
- Disco de Aniversario (2003)
- D.F. (2003)
- Juntos x el Rock Vol.2 (2004)
- D.Fctivos del Rock (2005)
- Teatro Metropolitan, Vol. 1 y 2 (2006)
- Va por ti (2008)
- Va por ti, En Vivo Teatro Metropolitan Vol. 1 y 2 (2010)
- Siguiendo la Línea (2011)
- Liran Roll, En Vivo: El Reto, Auditorio Nacional (2012)
- Toño Lira y El Muro (2014)
- Liran Roll, 15 Exitos (2014)
- El Último Viajé (Remasterizado) (2015)
- Liberame (2017)
- Liran Roll: 25 años de Resistencia, En Vivo Teatro Metropolitan (2018)
- Liran Roll: Fiesta Latina (2021)
- Liran Roll: Concierto 30 años de Resistencia (2022)

## Miembros actuales
- Antonio Lira - voz, guitarra
- Saúl Moreno - guitarra
- Daniel Ulises Lares - guitarra
- José Luis Rosas - batería
- Max Chun - bajo
- Nadege García - coro y voz
- Samuel Ibarra - piano
- Diablo del Rock - guitarra